# Liste des vicomtes et comtes de Gévaudan
Après la mort de Guillaume Ier le Pieux, duc d'Aquitaine, trois familles se disputèrent le pouvoir en Aquitaine : les comtes d'Auvergne, les comtes de Toulouse et les comtes de Poitiers. Dans de nombreuses villes du sud-ouest de la France, les vicomtes simples fonctionnaires nommés par le duc, en profitèrent pour acquérir une relative indépendance, puis l'hérédité de leur charge et enfin le titre de comte.

## Liste des comtes

### Comtes de Gévaudan
- entre 561 et 567 : Palladius, connu pour ses démêlés avec l'évêque Parthénius[1]. Il se serait donné la mort en 571[2].
- vers 567 à vers 580 : Romanus
- vers 584 : Innocent, connu pour avoir assassiné ou fait assassiner Saint Louvent
- vers 918 : Acfred, fils d'Acfred, comte de Carcassonne[3]
- ? : Guillaume Ier d'Aquitaine

### Vicomtes de Gévaudan
- en 924 et en 954 : Bertran, fils d'Héraclius, propriétaire à Antoingt

marié à Ermengarde (943)
- 954-970 : Étienne († avant 975), vicomte de Gévaudan († 970), fils de Bertrand et d'Ermengarde. Il prend le titre de comte de Gévaudan.

marié en premières noces vers 943 à Anne (fille du vicomte Bertand Dalmas?)
marié en secondes noces vers 966 à Adélaïde d'Anjou (947 -† 1026), fille de Foulques II, comte d'Anjou, et de Gerberge du Maine
- 970-1016 : Pons Ier († entre 1016 et 1018), comte de Gévaudan, fils d'Étienne et d'Adélaïde d'Anjou

marié en secondes noces à Thiberge, veuve d'Artaud Ier de Lyon.

### Vicomtes de Millau
À leur tour, les nouveaux vicomtes prennent de l'importance.
- Richard Ier († entre 1013 et 1023), vicomte de Millau et de Rodez en 1002, frère ou fils de Bernard, vicomte de Gévaudan

marié à Sénégonde, fille de Guillaume, vicomte de Béziers
- Richard II († 1050), vicomte de Millau et de Rodez en 1023, fils du précédent
marié à Richilde (ou Rixinde) de Narbonne († ap. 1080), fille de Bérenger, vicomte de Narbonne et de Garsinde de Bésalu. Ils eurent six fils[4]:
  - Bérenger de Millau (vicomte dès 1051)
  - Bernard († le 20 juin 1079), abbé de l'abbaye de Saint-Victor de Marseille à partir de 1065 jusqu'à sa mort
  - Richard († le 15 février 1121), abbé de l'abbaye de Saint-Victor de Marseille à partir de 1079 à 1106, puis archevêque de Narbonne. Il fut nommé cardinal par le pape Alexandre II puis cardinal évêque d'Albano.
  - Hugues
  - Raymond
  - Roger
- Bérenger, vicomte de Millau et de Rodez en 1051, fils du précédent

marié à Adèle, fille de Girbert, vicomte de Carlat, et de Nobilia, vicomtesse de Lodève
- Gilbert ou Girbert (1060 † 1111), vicomte de Millau, Lodève et Carlat, fils du précédent.

### Comtes de Gévaudan
- Gilbert ou Girbert (1060 † 1111). Réunissant les trois vicomtés, il s'intitule comte de Gévaudan

marié à Gerberge (v. 1060 † 1115), comtesse de Provence
- 1111-1130 : Douce Ire (v. 1090 † 1130), fille des précédents

mariée en 1112 à Raimond Bérenger III (v. 1082 † 1131), comte de Barcelone et comte de Provence (Raimond Bérenger Ier)

les armes des comtes de Barcelone et de Provence

- 1130-1144 : Bérenger Raimond (1114 † 1144), fils des précédents, comte de Provence

marié en 1135 à Béatrice de Melgueil

Armes de Bérenger Raimond.

- 1144-1166 : Raimond Bérenger II (1140 † 1166), fils du précédent

régence de son oncle Raimond-Bérenger IV de Barcelone
marié en 1137 à Rixa de Pologne († 1185)
- 1166-1167 : Douce II († 1172), fille du précédent, spoliée par son cousin
- 1167-1196 : Alphonse II, roi d'Aragon, comte de Barcelone, de Cerdagne, de Roussillon et de Provence, fils de Raimond-Bérenger IV, comte de Barcelone († 1162, fils de Raimond-Bérenger III), et de Pétronille (1135 † 1173) reine d'Aragon

marié en 1174 à Sancie de Castille (1154 † 1208)
- 1196-1213 : Pierre II (1176 † 1213), roi d'Aragon, de Majorque, comte de Barcelone, de Cerdagne et de Roussillon.

marié à Marie de Montpellier († 1219)
- 1225-1258 : Jacques Ier (1205 † 1276), roi d'Aragon de Valence, de Majorque, comte de Barcelone, de Cerdagne, de Roussillon et de Provence

marié en premières noces en 1221 à Éléonore de Castille
marié en secondes noces en 1235 à Yolande de Hongrie († 1251)
- En 1258, Jacques Ier vend le comté de Gévaudan à Saint-Louis, roi de France, qui rattache le comté au domaine royal.

Cependant, depuis la bulle d'Or obtenue par Aldebert III du Tournel, les évêques de Mende avaient acquis une partie du pouvoir temporel. À partir de l'acte de paréage de 1307, ce sont alors les évêques qui prennent le titre de comtes de Gévaudan.

### Comtes-évêques de Gévaudan
- 1307-1331 : Guillaume VI Durand
- 1330-1331 : Jean II d'Arcy
- 1331-1361 : Albert Lordet
- 1362-1366 : Guillaume VII Lordet
- 1366-1368 : Pierre II d'Aigrefeuille
- 1368-1370 : Le pape Urbain V se réserve l'église de Mende afin d'affecter les crédits à la construction de la cathédrale de Mende. L'évêché et le pays est donc gouverné par des vicaires.
- 1371-1372 : Guillaume VIII de Chanac
- 1372-1375 : Bompar Virgile
- 1376-1387 : Pons de La Garde
- 1387-1390 : Jean III d'Armagnac
- 1390-1408 : Robert du Bosc

Un certain Jean de Costa a été évêque en 1408, son nom a été supprimé par le chanoine de Montgros en 1941.
- 1408-1409 : Guillaume IX de Boisratier
- 1410-1412 : Pierre de Saluces
- 1413-1413 : Géraud du Puy
- 1413-1426 : Jean de Corbie
- 1427-1441 : Ramnulphe de Pérusse d'Escars
- 1441-1443 : Aldebert IV de Peyre
- 1443-1468 : Guy de La Panouse
- 1468-1473 : Antoine de La Panouse
- 1473-1474 : Pierre Riario
- 1474-1478 : Jean V de Petit
- 1478-1483 : Julien de La Rovère
- 1483-1503 : Clément de La Rovère
- 1504-1524 : François de La Rovère
- 1524-1532 : Claude Duprat
- 1533-1538 : Jean VI de La Rochefoucauld
- 1538-1544 (ou 45) : Charles de Pisseleu
- 1545-1567 : Nicolas Dangu
- 1568-1585 : Renaud de Beaune
- 1585-1608 : Adam de Heurtelou
- 1608-1623 : Charles de Rousseau
- 1623-1625 : aucun évêque à la tête du diocèse
- 1625-1628 : Daniel de La Mothe Duplessis Houdancourt
- 1628-1659 : Silvestre de Crusy de Marcillac
- 1661-1676 : Hyacinthe Serroni
- 1677-1707 : François-Placide de Baudry de Piencourt
- 1707-1723 : Pierre de Baglion de La Salle
- 1723-1767 : Gabriel-Florent de Choiseul Beaupré
- 1767-1792 : Jean-Arnaud de Castellane